# Почесні громадяни Чорткова
Список почесних громадян міста Чорткова Тернопільської області.

## Почесні громадяни
1. Людвіг Носс — бургомістр Чорткова (1896);
2. Станіслав Боднар — повітовий староста (1909);
3. Любомир Білик — український учений-лікар, педагог, директор Чортківського медичного коледжу (2013);
4. Мирослав Мотюк — український лікар, правник, господарник, громадський діяч (2013);
5. Володимир Губіцький — український громадський діяч (2013);
6. Юхим Макотерський — український господарник, краєзнавець, громадський діяч (2013);
7. о. Григорій Канак — український релігійний та громадський діяч (2014);
8. о. Михайло Левкович — український релігійний діяч (2014);
9. Стефан Грицьків — український ортопед-травматог, громадський діяч, публіцист (2014);
10. Петро Дзиндра — український скульптор, громадський діяч (2014);
11. Яромир Чорпіта — український історик, краєзнавець, педагог (2014);
12. Роман Ільяшенко — український військовослужбовець (2015, посмертно);
13. Степан Дем'янчук — український вчений-педагог (2015);
14. Галина Грицьків — українська громадська діячка, поетеса, публіцистка (2015);
15. Богдан Гаврилишин — український, канадський, швейцарський економіст, громадський діяч, меценат, дійсний член Римського клубу (2016);
16. Михайло Каськів — український педагог, господарник (2016);
17. Ігор Андріїшин — український викладач-методист вищої категорії (2017);
18. Валерій Большаков — український тренер з легкої атлетики (2017);
19. Орест Лижечка — український фотохудожник, фотокореспондент (2018);
20. Володимир Мармус — український громадсько-політичний діяч, літератор (2019);
21. Борис Мірус — український актор (2019);
22. Микола Буденькевич — працівник комунального підприємства (2019, посмертно);
23. Андрій Базалінський — український поет, педагог, краєзнавець (2019);
24. Петро Голінатий — український диригент-хормейстер (2019);
25. Андрій Куник — український військовослужбовець (2020);
26. Богдан Чижишин — український лікар-рентгенолог (2020);
27. Сергій Басістий — український військовослужбовець, солдат (2022, посмертно);
28. Руслан Борцов — український військовослужбовець, солдат (2022, посмертно);
29. Андрій Гладій — український військовослужбовець, молодший сержант (2022, посмертно);
30. Денис Громовий — український військовослужбовець, солдат (2022, посмертно);
31. Сергій Марущак — український військовослужбовець, солдат (2022, посмертно);
32. Назар Махневич — український військовослужбовець, сержант (2022, посмертно);
33. Володимир Мирончук — пенсіонер, колишній керівник Чортківського району (2022);
34. Сергій Миськів — український військовослужбовець, солдат (2022, посмертно);
35. Леонід Підручний — український військовослужбовець, полковник, заступник начальника військового комісара Кременецького районного територіального центру комплектування та соціальної підтримки (2022);
36. Омелян Решетар — пенсіонер, міський голова Чорткова 1977—1982 рр. (2022);
37. Роман Рущак — український військовослужбовець, солдат (2022, посмертно);
38. Олег Уруський — екс-віце-прем'єр України, директор з розвитку компанії «Прогрестех Україна» (2022);
39. Петро Федоришин — головний редактор газети «Вільне життя», автор тритомного видання про історію Чорткова («Світло і тіні чортківських замків», 2019; «Таємниці скарбів Садовських», 2021; «У круговерті часу», 2022) (2022);
40. Володимир Чміль — український військовослужбовець, сержант (2022, посмертно);
41. Ігор Штуник — український військовослужбовець, молодший сержант (2022, посмертно);
42. Андрій Балик — український військовослужбовець, солдат (2022, посмертно);
43. Василь Жибчук — український військовослужбовець, солдат (2022, посмертно);
44. Назар Кирилюк — український військовослужбовець, солдат (2022, посмертно);
45. Василь Мармус — український військовослужбовець, солдат (2022, посмертно);
46. Віталій Микуляк — український військовослужбовець, солдат (2022, посмертно);
47. Ігор Росчіс — український військовослужбовець, солдат (2022, посмертно);
48. Андрій Скуржанський — український військовослужбовець, солдат (2022, посмертно);
49. Богдан Стрілецький — український військовослужбовець, солдат (2022, посмертно);
50. Роман Холодюк — український військовослужбовець, солдат (2022, посмертно);
51. Тарас Ткачук — український військовослужбовець, солдат (2023, посмертно)[1];
52. Олександр Петришин — український військовослужбовець, сержант (2023, посмертно)[1];
53. Сергій Жолондек — український військовослужбовець, солдат (2023, посмертно)[1];
54. Сергій Мальований — український військовослужбовець, солдат (2023, посмертно)[1];
55. Петро Лісовий — український військовослужбовець, солдат (2023, посмертно)[1];
56. Дмитро Філіпович — український військовослужбовець, солдат (2023, посмертно)[1];
57. Роман Кійонко — український військовослужбовець, молодший сержант (2023, посмертно)[1];
58. Віталій Мяковський — український військовослужбовець, солдат (2023, посмертно)[1];
59. Сергій Чілікін — український військовослужбовець, сержант (2023, посмертно)[1];
60. Ігор Побігун — український військовослужбовець, молодший сержант (2023, посмертно)[1];
61. Богдан Карпінський — український військовослужбовець, солдат (2023, посмертно)[1];
62. Андрій Скоблін — український військовослужбовець, солдат (2023, посмертно)[1];
63. Володимир Вітів — український військовослужбовець, солдат (2023, посмертно)[1];
64. Микола Подстрігаїв — український військовослужбовець, солдат (2023, посмертно)[1];
65. Олег Гуменюк — український військовослужбовець, солдат (2023, посмертно)[1];
66. Сергій Романов — український військовослужбовець, солдат (2023, посмертно)[1];
67. Ігор Бублик — український військовослужбовець, солдат (2023, посмертно)[1];
68. Олександр Хвала — український військовослужбовець, матрос (2023, посмертно)[1];
69. Руслан Орел — український військовослужбовець, солдат (2023, посмертно)[1];
70. Чак Шумер — американський політик, демократ, старший сенатор США від штату Нью-Йорк, лідер більшості в Сенаті (2024)[2].
71. Олег Барна — український громадсько-політичний діяч, правозахисник, педагог, військовослужбовець, старший сержант (2024, посмертно)[3];
72. Антон Білик — український військовослужбовець, молодший сержант (2024, посмертно)[3];
73. Борис Божагора — український військовослужбовець, солдат (2024, посмертно)[3];
74. Михайло Ковалівський — український військовослужбовець, солдат (2024, посмертно)[3];
75. Роман Кулик — український громадський діяч, військовослужбовець, солдат (2024, посмертно)[3];
76. Василь Лящук — український військовослужбовець, матрос (2024, посмертно)[3];
77. Віталій Мерена — український військовослужбовець, солдат (2024, посмертно)[3];
78. Петро Савіцький — український військовослужбовець, старший сержант (2024, посмертно)[3];
79. Михайло Пакуляк — український військовослужбовець, старший солдат (2024, посмертно)[3];
80. Володимир Фішельзон — український військовослужбовець, головний сержант (2024, посмертно)[3];
81. Олександр Довбенько — український військовослужбовець, солдат (2024, посмертно)[4];
82. Ігор Липовий — український військовослужбовець, солдат (2024, посмертно)[4];
83. Віталій Пукало — український військовослужбовець, солдат (2024, посмертно)[4];
84. Роман Слота — український військовослужбовець, лейтенант (2024, посмертно)[4];
85. Олег Нагірняк — український військовослужбовець, сержант (2024, посмертно)[4];
86. Микола Мармус — український громадсько-політичний діяч, правозахисник, учасник «Росохацької групи» (2024)[4];
87. Петро Вітів — український учасник національно-визвольних змагань, політв'язень, правозахисник, учасник «Росохацької групи» (2024)[4];
88. Василь Лотоцький — український учасник національно-визвольних змагань, політв'язень, правозахисник, учасник «Росохацької групи» (2024)[4];
89. Роман Чортківський — заслужений лікар України, депутат Чортківської районної ради шести скликань, голова Чортківської районної ради (2006—2012), головний лікар Чортківської центральної районної лікарні (2012—2021) (2024)[4];
90. Руслан Стефанчук — голова Верховної Ради України (2024)[5].